# 7923 Chyba
7923 Chyba este un asteroid din centura principală de asteroizi.

## Descriere
7923 Chyba este un asteroid din centura principală de asteroizi. A fost descoperit pe 28 noiembrie 1983 la Stația Anderson Mesa de Edward L. G. Bowell. El prezintă o orbită caracterizată de o semiaxă mare de 2,89 ua, o excentricitate de 0,09 și o înclinație de 3,3° în raport cu ecliptica.